# Хюдиксвал
Хюдиксвал (на шведски: Hudiksvall) е град в лен Йевлебори, централна Швеция. Главен административен център на едноименната община Хюдиксвал. Разположен е на западния бряг на Ботническия залив. Намира се на около 200 km на север от столицата Стокхолм. Основан е от шведския крал Юхан III през 1582 г. Има жп гара, пристанище и летище. Населението на града е 15 015 жители според данни от преброяването през 2010 г.

## Личности
Родени
- Юнас Сима (р. 1937), шведски кинематографист, журналист и писател
- Ноуми Рапас (р. 1979), шведска актриса